# 3541 Graham
3541 Graham este un asteroid din centura principală, descoperit pe 18 iunie 1984 de Perth Obs..